# 松岡すず
松岡 すず（まつおか すず、1995年8月11日 - ）は、日本のAV女優。NAXプロモーション所属。

## 略歴
2020年4月、『週刊ポスト』（小学館）の写真家・西田幸樹によるグラビア“なをん”シリーズに「すず」として登場。
2020年5月、プレステージ専属女優としてAVデビュー。デビュー時のキャッチフレーズは「先天性淫女」。
2021年8月発表「読者300人が選んだFLASH 2021セクシー女優ランキング」読者投票69位。
2022年7月、KANBi専属契約に。
2023年5月に発表されたアサヒ芸能「2023現役AV女優SEXY総選挙」第13位。関東圏9位、関西圏20位と関東での人気上昇を見せた。
2024年4月発売『アサヒ芸能』発表「2024現役AV女優セクシー総選挙」において総合17位（東京15位、大阪20位）となる。
同年12月3日公開の映画、『ネトラレ、純愛。』にて映画初出演。

## 人物
- 京都府出身[10]。
- “有名になりたい”という一心でAV業界に飛び込んで来た、京都にある関西有名私大文学部卒・商社勤務の肩書きを持つ才色兼備の優艶美女。会社員時代は鉄鋼系商社に勤務し[2]、芸名の由来（錫）ともなっている。当時は特殊鋼の部署に配属されモリブデンなど鍛造品を扱っていた[2]。鉄鋼系商社を就職先に選んだのは、幼少時に弟とトミカで遊んでいたことから乗り物を構成する金属に興味を持ったため[2]。
- 趣味は資格挑戦。英語、フランス語、韓国語の各検定や秘書検定、宅建士などを保持[2]。ただ、一番好きなのが資格のいらないセックスが好きだったため、自分の力を一番出せるであろうAV女優への転向を決意した[2]。大学時代は「穴モテ」だったが、これをモテと勘違いしていたとデビュー後に述懐している[11]。
- 身体的特徴としてクリトリスの大きさを挙げており、共演した森林原人からは「これ、チンコじゃないの?」と驚かれている[12]。
- 清楚な美貌と知的な雰囲気の京美人だが、性に関する能力もレベルが高い点に加え、オンラインイベント、SNS上での神対応から多くのファンから支持を得ている。最近ではコロナも明け、対面のイベントでも、その対応の良さとファンを大切にする姿勢は群を抜く物がある。
- 基本的にはM体質なため、サスペンション系[13]以外は何でもやってみたいという[12]。
- 好きなタイプは、童貞クンと年上のおじさま。童貞クンへの愛を語らせたら右に出る者はいない[14][15]。
- 競輪の番組をキッカケに、競輪にハマり、プライベートでも競輪場に出掛けたりしている。また、競馬にも関心が有り、地方競馬関連のツイートが度々見受けられる。それぞれ推しの競輪選手は福井競輪場所属の柳原真緒選手、推しの騎手は船橋競馬場所属の川島正太郎騎手[16]。
- お酒と美味しいご飯をこよなく愛し、その様子はInstagramの更新からも垣間見れる。

## 作品

### アダルトDVD
- 新人 プレステージ専属デビュー 美少女を超えた絶対的『美女』 松岡すず（5月1日、プレステージ）
- 松岡すずの極上筆おろし 37 奇跡の淫女が2作目にして筆おろしセックスに挑戦!（7月3日、プレステージ）
- スポコス汗だくSEX4本番! 体育会系・松岡すず act.25（8月14日、プレステージ）
- 天然成分由来 松岡すず汁 120% 68（9月11日、プレステージ）
- 新・絶対的美少女、お貸しします。ACT.100（10月23日、プレステージ）
- 風俗タワー 性感フルコース 3時間SPECIAL ACT.32（11月20日、プレステージ）
- 顔射の美学 11 美女の顔面に溜まりに溜まった白濁男汁をぶちまけろ!!（12月18日、プレステージ）

- おもてなし庵 16 凄業小町 松岡すず（1月22日、プレステージ）
- 1VS1【※ 演技一切無し】本能剥き出しタイマン4本番 ACT.19 台本演出一切無し、只々貪り合う1対1のSEX…松岡の本気と松岡の全てを見せます。（2月19日、プレステージ）
- ※ 胸糞NTR 最悪の鬱勃起映像 幸せを約束した大好きな彼女がおっさんに寝取られて、壊されました。（3月19日、プレステージ）
- なまなかだし 38 知性とエロスが滲む美女に出しまくれ!!!（4月23日、プレステージ）
- 綺麗なお姉さんの完全エスコートSEX 年下くんを性の悩みから解放するドキュメント（5月21日、プレステージ）
- 全裸家政婦 新感覚ヴァーチャルセックス性活をあなたに Staff02（6月18日、プレステージ）
- 絶頂ランジェリーナ 扇情的ヴィーナスボディを際立たせる極上のランジェリー性交（7月23日、プレステージ）
- 8時間 BEST PRESTIGE PREMIUM TREASURE vol.01 全6作品+未公開映像で「松岡すず」の軌跡をたどる永久保存盤!!（7月30日、プレステージ）
- 人生初・トランス状態　激イキ絶頂セックス 58 エンドレス絶頂。イキ地獄。（8月20日、プレステージ）共演：浜崎真緒
- 圧倒的ケツ圧ピストン!! 神尻杭打ち騎乗位 03 女性上位!! あらゆる騎乗位全部ヤる。（9月17日、プレステージ）
- 働く痴女系お姉さん vol.17 どエロ痴女と化した松岡すずにひたすら弄ばれまくる3時間!（10月8日、プレステージ）
- 美少女と、貸し切り温泉と、濃密性交と。 16 絶対的美少女を一泊貸し切り、山奥の温泉宿へ…（11月19日、プレステージ）
- 「なまめかしい」オイルまみれ4本番（12月10日、プレステージ）

- 軽蔑する上司に出張先の相部屋で媚薬を盛られて…ブッ壊れキメセク結婚直前NTR（1月21日、プレステージ）
- 中出し 射精執行官 09 ドS執行官が高速騎乗位で不純精子を搾り取る!!（2月18日、プレステージ）
- 2人きりで濃密に紡ぐ、オトナの中出し小旅行。 Trip 06 一泊二日、ALL生ハメ中出し3SEX （3月18日、プレステージ）
- 働くドMさん×松岡すず（4月15日、プレステージ）
- 逆NTR 女性主任に日々痴女られる究極の社内不倫。 理性VS本能の究極葛藤シチュエーション!（5月27日、プレステージ）
- もっと、汁 120%（6月17日、プレステージ）
- 兄嫁の子宮が哭くから　中出し+α 11発射!! ー実写版ー 大人気3DCG漫画タイトルが、ついに実写化! （7月15日、プレステージ）
- 8時間 BEST PRESTIGE PREMIUM TREASURE vol. 02 全6作品＋未公開映像で「松岡すず」の軌跡をたどる永久保存盤!!（7月29日、プレステージ）
- 電撃移籍第1弾 濃厚で濃密な本気の4本番（8月26日、KANBi）
- 究極快楽主義 松岡すずの“好き”をテーマに新たな一面に迫る密着ドキュメント（9月30日、KANBi）
- 欲望ナイトクルーズ 1vs1密会セックス3本番（10月28日、KANBi）
- 従順M男くんをひたすら痴女る卑猥で綺麗なお姉さん 焦らして煽って精子が空になるまで連続射精!（11月25日、KANBi）
- 恩師の奥さんの過剰な誘惑に負けて中出ししまくった僕ー。!（12月30日、KANBi）

- アナタの五感が溶ろける 極上のオナサポ ねっとり隠語で囁く、プレミアムオナニーアシスト!!（1月27日、KANBi）
- 貞操帯着用禁欲ドキュメント 密着計50日目の解放 爆欲SEX性欲管理 禁欲アクメ（2月24日、KANBi）
- 最高級おもてなしソープ（3月31日、KANBi）
- 朝まで種付け絶倫性交 本能が赴くままにお互いの淫欲を貪り合う本気SEX（4月28日]、KANBi）
- 教師失格「ダメな先生でごめんなさい –」教師であること、婚約中であることを忘れ、教え子との中出し不倫に溺れた 27歳、二度目の青春（5月26日、KANBi）
- 中出しおねショタ温泉（6月30日、KANBi）
- 究極の愉悦に溺れてみました。 新境地4本番（7月28日、KANBi）
- 松岡すず KANBi専属 Premium Best 8時間 vol.01（8月4日、KANBi）
- NGR ーナガサレー 真面目で推しに弱い眼鏡美人妻が、狡猾な男達にナガサレ…快楽に狂う 中出し5連発（8月25日、KANBi）
- 超ハイクラス 変態おじ様専用 密会スイートルーム（9月29日、KANBi）
- 夫の遺影の前で気が狂う程イカされてしまった私…。 未亡人 恥辱の獣交尾 （10月27日、KANBi）
- エロコス絶対着衣主義ッッ（11月24日、KANBi）

- 松岡すず KANBi専属 Premium Best 8時間 vol.02（4月19日、KANBi）
- 突然の相部屋で、豹変した女上司に痴女られ中出し搾精され続けて…（8月16日、KANBi）
- えっぐいじゅぽフェラと杭打ち騎乗位で思春期男子のキ○タマ空にする保健室の女神（9月20日、KANBi）

- 憧れだった上司の奥さんに、痴女られた熱帯夜（5月2日、KANBi）
- 夫の留守中に…!? 欲情しまくる人妻孕ませエステ（6月6日、KANBi）
- 人妻秘書 背徳の舐めしゃぶり契約（7月4日、KANBi）
- 私の自慢の変態妻を寝取ってください（8月1日予定、KANBi）
- 人妻バニーガールNTR 愛する夫の為に弄ばれる従順バニー（9月5日予定、KANBi）

### VR
- エロ過ぎ女上司・松岡すずのVR筆下ろし エスコート濃厚セックス!（2020年12月17日、プレステージ）
- 舐めて焦らしてたっぷりアナタを癒す!! 密着むちむちボディ! 松岡すず M性感セックス（2021年1月21日、プレステージ）

### 配信限定
- 【初撮り】【極上早漏美女】【びくびく逝ってしまう大きな桃尻】雪のように白い美肌の清楚系美女。営業部の美人社員が淫らな姿で喘ぎまくり.. ネットでAV応募→AV体験撮影 1234（2020年4月11日、シロウトTV）※「すず」名義
- 松岡すずの覗かれ願望に悶える美女の溢れ出る性欲（2024年9月4日、ネクスタシーEX）

### イメージDVD
- Suzu 才媛、その知性と痴態（2020年8月6日、REbecca）[17]※Blu-ray版同時発売。
- 夜明けのスターダスト（2020年11月23日、Superlative）※Blu-ray版同時発売。
- 新・湯女ごこち 8（2021年2月26日、スパイスビジュアル）
- ヘアーヌード（2022年7月26日、スパークビジョン）※Blu-ray版同時発売。

### デジタル写真集
2020年
- 週刊ポストデジタル写真集 すずさんが好きすぎて（4月6日、小学館）
- NEW FACE SEX 松岡すず（4月10日、プレステージ出版）※配信停止
- 鈴の音 ヘアヌード版（10月23日、プレステージ (アダルトビデオ)|プレステージ出版）
- 愛の音 グラビア版（10月23日、プレステージ出版）
- 初撮、松岡すず（11月20日、プレステージ出版）

2021年
- 艶美 グラビア版（4月9日、プレステージ出版）
- 艶美 ヘアヌード版（4月9日、プレステージ出版）
- 松岡すずが、びしょびしょ（4月9日、プレステージ出版）
- スポコスに欲情してヤリまくる汗ダク性交（4月23日、プレステージ出版）
- 松岡すずがアナタの初めて奪ってあげる!!（5月14日、プレステージ出版）
- FLOWER 松岡すず vol.01（6月4日、ジーウォーク）
- PRESTIGE POSE MESSAGE 松岡すず01（6月18日、プレステージ出版）
- PRESTIGE POSE MESSAGE 松岡すず02（8月13日、プレステージ出版）
- 顔射欲（9月3日、プレステージ出版）
- FLOWER 松岡すず vol.02（10月30日、ジーウォーク）
- FLOWER 松岡すず vol.03（10月30日、ジーウォーク）
- FLOWER 松岡すず vol.04（10月30日、ジーウォーク）
- FLOWER 松岡すず vol.05（10月30日、ジーウォーク）

2022年
- ハダカのおもてなし（2月18日、プレステージ出版）
- 鈴鳴り【グラビア写真集】（4月1日、プレステージ出版）
- 鈴鳴り【ヌード写真集】（4月1日、プレステージ出版）
- PRESTIGE POSE MESSAGE 松岡すず03（4月15日、プレステージ出版）
- PRESTIGE PUBLISHING HISTORY COLLECTION Vol.02（5月6日、プレステージ出版）※ 美女30人の厳選カット+全モデルの未公開カット
- PRESTIGE PUBLISHING HISTORY COLLECTION Vol.03（5月6日、プレステージ出版）※ 美女30人の厳選カット+全モデルの未公開カット
- 全裸家政婦松岡さん（7月15日、プレステージ出版）
- NTR 松岡すず×背徳性交（7月29日、プレステージ出版）
- 綺麗なお姉さんのエスコートセックス（8月12日、プレステージ出版）
- 松岡すずの膣にどっぷり大量射精。（9月9日、プレステージ出版）
- PRESTIGE POSE MESSAGE 松岡すず04（10月21日、プレステージ出版）
- SOFT EDITION 松岡すず（11月11日、プレステージ出版）
- 松岡すず Exclusive Best 01（11月11日、プレステージ出版）
- 松岡すず DX EDETION（12月16日、プレステージ出版）
- 魅惑のランジェリーナ 松岡すず PRESTIGE　DIGITAL BOOK SERIES（12月16日、プレステージ出版）

2023年
- PRESTIGE POSE MESSAGE 松岡すず05 PRESTIGE DIGITAL BOOK SERIES (3月7日、プレステージ出版)
- すずとマッタリ大人のデート　前編 松岡すず PRESTIGE DIGITAL BOOK SERIES. (4月14日、プレステージ出版)
- すずとマッタリ大人のデート　後編 松岡すず PRESTIGE DIGITAL BOOK SERIES. (4月14日、プレステージ出版)
- タイマンセックス 松岡すず PRESTIGE DIGITAL BOOK SERIES. (4月28日、プレステージ出版)
- 射精執行官イメージフォト満載Ver. (5月19日、プレステージ出版)
- 誘惑♡ワーキングレディ① 松岡すず PRESTIGE DIGITAL BOOK SERIES (6月30日、プレステージ出版)
- 誘惑♡ワーキングレディ② 松岡すず PRESTIGE DIGITAL BOOK SERIES（6月30日、プレステージ出版）
- 神尻　松岡すずに激深挿入性交　Vol.01 PRESTIGE DIGITAL BOOK SERIES（8月11日、プレステージ出版）
- 神尻　松岡すずに激深挿入性交　Vol.02 PRESTIGE DIGITAL BOOK SERIES（8月18日、プレステージ出版）
- 美女と、濃密貸切温泉 Vol.01　松岡すず PRESTIGE DIGITAL BOOK SERIES（8月25日、プレステージ出版）
- 美女と、濃密貸切温泉 Vol.02　松岡すず PRESTIGE DIGITAL BOOK SERIES（9月1日、プレステージ出版）
- PRESTIGE POSE MESSAGE 松岡すず06（9月22日、プレステージ出版）
- すずのカラダをテカらせろ。Vol.01　松岡すず PRESTIGE DIGITAL BOOK SERIES（12月1日、プレステージ出版）

2024年
- 松岡すずが、もっとびしょびしょ 01 PRESTIGE DIGITAL BOOK SERIES（1月5日、プレステージ出版）
- 松岡すずが、もっとびしょびしょ 02 PRESTIGE DIGITAL BOOK SERIES（1月12日、プレステージ出版）
- PRESTIGE POSE MESSAGE 松岡すず08（4月5日、プレステージ出版）
- PRESTIGE POSE MESSAGE 松岡すず10（4月19日、プレステージ出版）
- PRESTIGE POSE MESSAGE 松岡すず09（4月22日、プレステージ出版）
- PRESTIGE POSE MESSAGE 松岡すず07（5月3日、プレステージ出版）
- PRESTIGE POSE MESSAGE 松岡すず11（5月17日、プレステージ出版）
- ドスケベ痴女 松岡すず PRESTIGE DIGITAL BOOK SERIES（6月7日、プレステージ出版）
- PRESTIGE POSE MESSAGE 松岡すず12（9月27日、プレステージ出版）

2025年
- PRESTIGE POSE MESSAGE 松岡すず13（1月31日、プレステージ出版）
- PRESTIGE POSE MESSAGE 松岡すず14（8月1日予定、プレステージ出版）

### 写真集
- NEW FACE SEX（2020年8月14日、プレステージ出版）
- 松岡すず写真集 DESTINY（2020年11月26日、ジーウォーク）
- 鈴の音（2020年12月21日、プレステージ出版）

## 出演

### テレビ
- 初体験の扉 〜閲覧注意!クズ芸人（秘）潜入レポ〜 #5（2020年12月8日、エンタメ〜テレ）[18]

### ウェブテレビ
- 給与明細（2022年2月14日[19]、ABEMA）潜入ガール
- 色眼鏡IV 見られる快感、見つめる恍惚（2024年9月4日、ネクスタシーEX、シネマファスト）和美役[20]

### オリジナルビデオ
- 堕ちてゆく女（2024年、カワノゴウシ監督）[21]

### ラジオ
- ザ・マミィの今一歩、前へ（2022年5月16日、5月23日、2023年6月12日、6月19日、文化放送）

### 映画
- ネトラレ、純愛。（2024年12月3日、オーピー映画）- レイ 役[9]

## 掲載

### 雑誌
- 週刊ポスト 2020年4月17日号（小学館） - グラビア「なをん。すずの想い出英会話」
- 週刊実話 2020年8月13日号（日本ジャーナル出版） - グラビア「脱いだらすご淫です」
- 月刊FANZA 2020年9月号（ジーオーティー） - インタビュー「ど〜しても彼女の魅力を伝えたい!」
- 週刊実話 2020年12月24日号（日本ジャーナル出版） - 袋とじ「ムチ尻の黒髪妻」